# Kernkraftwerk Krasnodar
Das Kernkraftwerk Krasnodar (russisch Краснодарская АЭС [anhörenⓘ]) sollte ursprünglich 1988 in der gleichnamigen Stadt in der russischen Sowjetrepublik errichtet werden.

## Geschichte
Es sollten bis zu zwei Reaktoren vom Typ WWER-1000 entstehen. Doch kurz nach der Katastrophe von Tschernobyl im Jahr 1986 kam es zu Protesten. Es wurde vorgeworfen, dass das Kernkraftwerk in erdbebengefährdetem Gebiet am Schwarzen Meer stehe. Das Projekt wurde daraufhin 1988 eingestellt. Es ist nur eine vorbereitete Baugrube des Kernkraftwerks übrig geblieben.

## Daten des geplanten Reaktorblocks
| Reaktorblock | Reaktortyp | Netto- leistung | Brutto- leistung | Baubeginn | Planung beendet |
| ------------ | ---------- | --------------- | ---------------- | --------- | --------------- |
| Krasnodar-1  | WWER-1000  | 950 MW          | 1.000 MW         | -         | 01.01.1988      |